# Attentato di Wall Street
L'attentato di Wall Street avvenne alle ore 12:01 di giovedì 16 settembre 1920, nel distretto finanziario di New York. L'esplosione uccise 38 persone e ne ferì gravemente altre 143. Gli autori non furono mai trovati anche se investigatori e storici ritengono sia stata opera dei galleanisti, ispirati ideologicamente da Luigi Galleani, responsabili inoltre degli attentati dell'anno precedente. L'attentato venne inoltre collegato allo scontento postbellico, alla lotta di classe e alle agitazioni anticapitaliste diffuso in tutti gli Stati Uniti.
L'attentato causò più perdite dell'attentato al Los Angeles Times del 1910, che fu, fino ad allora, l'atto di terrorismo che provocò più vittime nel paese e che fu superato solo dal massacro della Bath School nel 1927.

## L'attentato
A mezzogiorno, un carro trainato da un cavallo passò attraverso la folla dell'ora di pranzo, di fronte Wall Street, fermandosi in mezzo alla strada, davanti alla sede di JPMorgan Chase, al n.º 23, conosciuto ancora oggi come il corner (l'angolo), il distretto finanziario più importante. All'interno del carro, 45 kg di dinamite, assieme a 230 kg di frammenti di ghisa, esplosero innescati da un detonatore a tempo, facendo schizzare i pezzi di metallo in ogni direzione. Il cavallo e il carro furono dilaniati ma l'autista si ritiene sia fuggito prima dell'esplosione.
Le 38 vittime, la maggior parte delle quali perite all'istante, erano soprattutto giovani che lavoravano come fattorini, stenografi, impiegati e broker. La maggior parte dei feriti subirono gravi lesioni fisiche. La bomba causò danni per più di due milioni di dollari e distrusse gli interni dell'edificio della società di Morgan.
Un minuto dopo l'esplosione, William H. Remick, presidente della Borsa di New York, la borsa valori, ordinò che venissero sospese le operazioni finanziarie nel tentativo di prevenire il panico. All'esterno, i soccorsi lavorarono febbrilmente per trasportare i feriti in ospedale. James Saul, un fattorino di soli diciassette anni, rubò un'auto parcheggiata e trasportò trenta feriti in un ospedale vicino. Gli agenti di polizia si affrettarono a raggiungere la scena del crimine, fornendo il primo soccorso, e requisendo tutte le auto vicine perché venissero usate come ambulanze.

## La reazione
Il Bureau of Investigation (BOI) non comprese immediatamente che la bomba era un atto di terrorismo. Gli investigatori furono guidati dal numero di vittime innocenti e dalla mancanza di uno specifico bersaglio, infatti gli edifici subirono danni superficiali e non strutturali. Studiando la possibilità che si trattasse di un incidente, la polizia scoprì un avvenuto acquisto di diverso esplosivo. Alle ore 15:30, la giunta del Exchange Stock si riunì e decise di aprire comunque la borsa il giorno seguente. Le squadre addette alla pulizia ripulirono l'area durante la notte distruggendo però le possibili prove che avrebbero potuto aiutare gli investigatori. L'assistente del procuratore distrettuale notò che le tempistiche, il luogo e il metodo indicassero come possibile obiettivo proprio Wall Street e J. P. Morgan, suggerendo così che potesse essere un attentato pianificato dai radicali bolscevichi, anarchici, comunisti o socialisti militanti, tutti anticapitalisti. Gli investigatori si concentrarono subito sui gruppi radicali noti per essersi opposti alle istituzioni governative e finanziarie statunitensi e note per l'uso di bombe come rappresaglia violenta, dando ufficialmente la colpa ad anarchici e comunisti. Notarono poi che la bomba alla borsa valori era equipaggiata con pezzi metallici pronti a divenire schegge impazzite dirette contro la folla presente all'ora di pranzo. Il Washington Post definì l'attentato un «atto di guerra». I Figli della rivoluzione americana (Sons of the American Revolution, in inglese) aveva organizzato una parata patriottica per il giorno seguente, per celebrare la Giornata della Costituzione (Constitution Day), esattamente sul luogo dell'attentato; nonostante tutto, il 17 settembre, migliaia di persone parteciparono alla cerimonia in sfida agli attentatori.
La bomba rinvigorì gli sforzi della polizia e degli agenti federali per identificare le attività e i movimenti dei radicali stranieri nel paese. Il desiderio nazionale di trovare gli attentatori portò all'aumento dei poteri del Bureau of Investigation, guidato da J. Edgar Hoover che poi trasformò l'agenzia nell'odierna FBI. La Polizia di New York fece pressione perché venisse formata una "polizia speciale, o segreta" per monitorare gli "elementi radicali" presenti in città.
Il 17 settembre, il BOI rese pubblico il contenuto di alcuni volantini trovati in una buca delle lettere poco prima dell'esplosione nell'area di Wall Street. Stampati con inchiostro rosso su carta bianca, i volantini dicevano: «Ricordate, non tollereremo più. Liberate i prigionieri politici, o ci sarà sicuramente la morte per tutti voi.» In fondo erano firmati «Combattenti americani per l'anarchia» (American Anarchist Fighters). Gli agenti federali decisero rapidamente che questo ritrovamento escludeva la possibilità che l'esplosione fosse accidentale. William J. Flynn, Direttore del Boi, suggerì che i volantini fossero del tutto simili a quelli ritrovati negli attentati del giugno 1919.

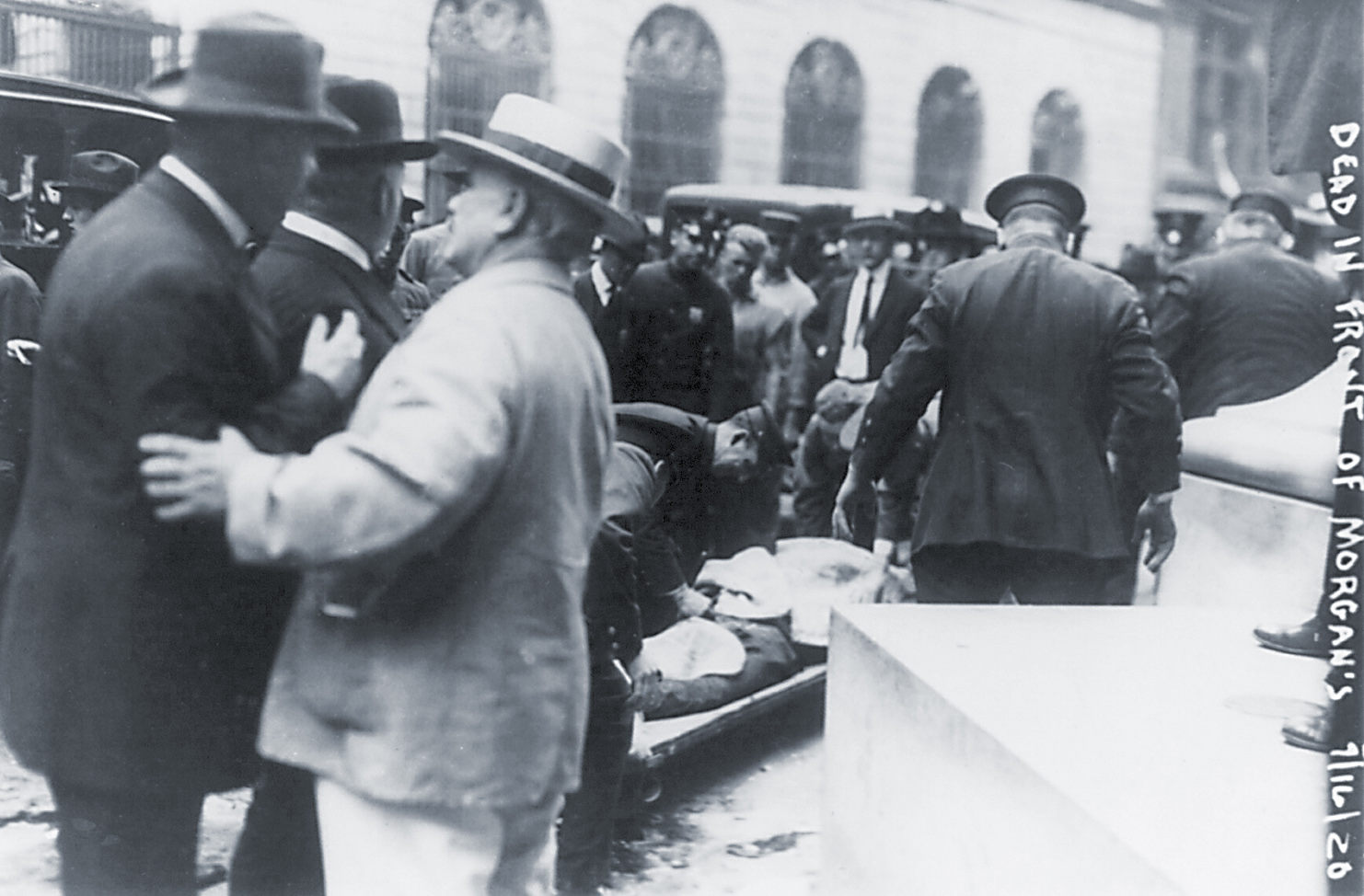
Agenti e investigatori sul luogo dell'esplosione

## Le investigazioni
Le investigazioni condotte dal Bureau of Investigation si bloccarono quando gli agenti si resero conto che nessuna delle vittime era l'autista del carro e poiché il cavallo era stato ferrato a nuovo non riuscirono a rintracciare l'autore del lavoro. Quando infine, in ottobre, fu trovato questo maniscalco, esso non fornì molte informazioni utili agli investigatori.
Gli agenti indagarono sul campione di tennis Edwin P. Fischer che aveva spedito delle cartoline di avvertimento ai suoi amici, consigliando loro di lasciare l'area di Wall Street prima del 16 settembre. Fischer disse loro di aver ricevuto l'informazione «attraverso l'aria». Tuttavia, gli agenti scoprirono che era solito spedire questi avvertimenti e lo accompagnarono al manicomio di Amityville dove venne riconosciuto come malato ma innocuo.
Il Bureau of Investigation e la polizia locale indagarono per altri tre anni senza successo. Gli arresti occasionali ottenevano i titoli dei giornali ma ogni volta non si riusciva a sostenere le accuse. La maggior parte delle indagini inizialmente si concentravano su anarchici e comunisti, incluso il gruppo dei galleanisti, che le autorità ritenevano essere coinvolti anche negli attentati del 1919. Durante la presidenza di Warren Gamaliel Harding, gli agenti valutarono la possibilità che i sovietici fossero i mandanti dell'attentato a Wall Street e assieme a loro anche il Partito Comunista degli Stati Uniti d'America. Nel 1944, il Federal Bureau of Investigation, riaprì le indagini concludendo poi, dopo aver investigato su molti gruppi radicali «come l'Unione dei lavoratori russi (Union of Russian Workers), l'I.W.W. ed i comunisti, che, come risulta dalle indagini, fino ad oggi sembra che nessuna delle organizzazioni sovra citate sia coinvolta nei fatti e che l'esplosione fu opera di anarchici italiani o terroristi italiani.»

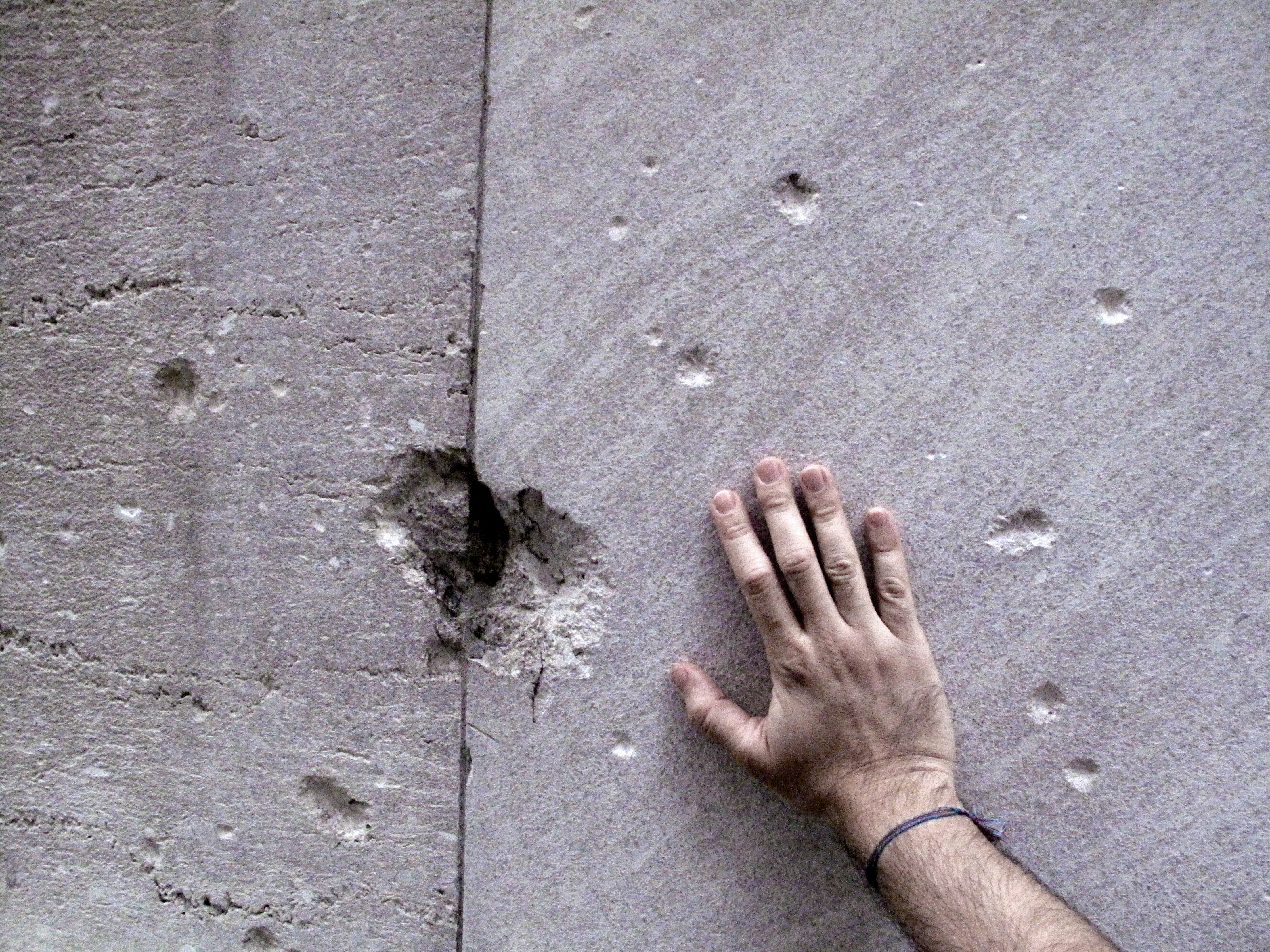
Effetti dell'esplosione del 1920 ancora oggi visibili al n.º 23 di Wall Street

Un galleanista in particolare, Mario Buda (1884-1963), un amico di Sacco e Vanzetti e proprietario di un'automobile che portò poi al suo arresto per furto ed omicidio, viene ritenuto da molti storici, incluso Paul Arvich, il più probabile pianificatore dell'attentato. Arvich e altri storici teorizzarono che Buda volle vendicare l'arresto e le accuse mosse proprio a Sacco e Vanzetti. Il coinvolgimento di Buda all'attentato di Wall Street venne confermato dalle affermazioni fatte da suo nipote, Frank Maffi, e dall'anarchico Charles Poggi, che intervistò Buda a Savignano sul Rubicone nel 1955. Conosciuto in quegli anni con l'alias Mike Boda, Buda eluse le autorità all'epoca dell'arresto di Sacco e Vanzetti ed era noto che sapesse usare dinamite ed altri esplosivi; probabilmente costruì diverse bombe usate dai galleanisti. Tra queste vi è la bomba che uccise nove poliziotti a Milwaukee, nel 1917. Buda era a New York quando avvenne l'attentato ma non venne arrestato né indagato dalla polizia.
Dopo aver lasciato New York, Buda ricominciò ad usare il suo vero nome nel tentativo di ottenere un passaporto dal viceconsole italiano, per salpare poi verso Napoli. A novembre, giunse sano e salvo in Italia, per non tornare mai più negli Stati Uniti. Altri galleanisti rimasti in America continuarono la campagna di attentati ed omicidi per altri dodici anni, culminati nel 1932 con l'attentato a Webster Thayer, giudice al processo di Sacco e Vanzetti. Thayer, che sopravvisse all'esplosione in cui rimasero ferite la moglie e la governante, spostò la sua residenza al suo club per il resto della sua vita, dove venne protetto ventiquattrore su ventiquattro.

### Quotidiani
- (EN) Explosives Stores All Accounted For, in New York Times, 17 settembre 1920. URL consultato il 4 febbraio 2010 (archiviato dall'url originale il 4 giugno 2011).
- (EN) Remick nips panic on Stock Exchange, in New York Times, 17 settembre 1920.
- (EN) Boy seizes auto and takes 30 injured to the hospital, in New York Times, 17 settembre 1920.
- (EN) Funds are Needed in Fight on Reds, in New York Times, 19 settembre 1920. URL consultato il 4 febbraio 2010 (archiviato dall'url originale il 4 giugno 2011).
- (EN) William Bryk, Wall Street's unsolved bombing mystery, in New York Press, 6 marzo 2001. URL consultato il 25 dicembre 2011 (archiviato dall'url originale il 4 marzo 2016).